# Cheruthazham
Cheruthazham là một thị trấn thống kê (census town) của quận Kannur thuộc bang Kerala, Ấn Độ.

## Nhân khẩu
Theo điều tra dân số năm 2001 của Ấn Độ, Cheruthazham có dân số 26.240 người. Phái nam chiếm 47% tổng số dân và phái nữ chiếm 53%. Cheruthazham có tỷ lệ 83% biết đọc biết viết, cao hơn tỷ lệ trung bình toàn quốc là 59,5%: tỷ lệ cho phái nam là 87%, và tỷ lệ cho phái nữ là 80%. Tại Cheruthazham, 10% dân số nhỏ hơn 6 tuổi.